# Barbacenia gounelleana
Barbacenia gounelleana är en enhjärtbladig växtart som beskrevs av Gustave Beauverd. Barbacenia gounelleana ingår i släktet Barbacenia och familjen Velloziaceae. Inga underarter finns listade.